# Формула Муавра
Формула Муавра для комплексного числа {\displaystyle z=r(\cos \varphi +i\sin \varphi )} утверждает, что:
{\displaystyle z^{n}=r^{n}(\cos \varphi +i\sin \varphi )^{n}=r^{n}(\cos n\varphi +i\sin n\varphi )}
для любого целого числа {\displaystyle n}.
Названа в честь английского математика Абрахама де Муавра, в трудах которого была приведена формула, эквивалентная приведённой (1707, далее 1722 и 1740 годы), в современной символике она опубликована Эйлером.

## Извлечение корней
Аналогичная формула применима также и при вычислении корней n-й степени из ненулевого комплексного числа:
{\displaystyle z^{1/n}={\big [}r{\big (}\cos(\varphi +2\pi k)+i\sin(\varphi +2\pi k){\big )}{\big ]}^{1/n}=r^{1/n}\left(\cos {\frac {\varphi +2\pi k}{n}}+i\sin {\frac {\varphi +2\pi k}{n}}\right),}
где {\displaystyle k=0,1,\dots ,n-1}.
Из этой формулы следует, что корни {\displaystyle n}-й степени из ненулевого комплексного числа всегда существуют, и их количество равно {\displaystyle n}. На комплексной плоскости, как видно из той же формулы, все эти корни являются вершинами правильного n-угольника, вписанного в окружность радиуса {\displaystyle {\sqrt[{n}]{r}}} с центром в нуле.

## Связь с формулой Эйлера
Исторически формула Муавра была доказана ранее формулы Эйлера:
{\displaystyle e^{ix}=\cos x+i\sin x,}
однако немедленно следует из неё.
Для любого целого {\displaystyle n} верно
{\displaystyle (e^{ix})^{n}=e^{inx}.}
По формуле Эйлера левая часть равна {\displaystyle (\cos x+i\sin x)^{n}}, в то время как правая равна
{\displaystyle e^{inx}=\cos nx+i\sin nx.}